# ماوي نوكوبو
ماوي نوكوبو (الاسم العلمي: Hemignathus affinis) هو نوع من الطيور من جنس هيمجناثوس التابع لفصيلة طائر هاواي الباحث عن العسل، الذي كان يستوطن في جزيرة ماوي في هاواي. عاش الطائر الصغير الذي يبلغ طوله خمس بوصات فقط في شرق ماوي، كان يفضل الارتفاعات العالية والغابات الرطبة وغالبًا ما كان يتواجد على نباتات سنط هاواي واللهوع. حيث يجذبان هذان النوعان من الأشجار الحشرات، مما يجعل فرصة ماوي نوكوبو أكبر للعثور على طعامه بالقرب من هذه الأشجار. شوهد آخر مرة في أواخر التسعينيات، ومن المرجح أن يكون قد انقرض.